# Карими
Карими (рос. Карымы) — етнічна група в Росії, яка є метисами змішання росіян з евенками та бурятами внаслідок відсутності жінок серед російських поселенців.
У російському переписі 2002 року 2 особи назвали себе каримами і були зараховані до етнічної групи «росіяни».
Російський вулкан Каримський був названий на честь етнічної групи.